# Jelena Ponsowa
Jelena Dmitrijewna Ponsowa (ros. Елена Дмитриевна По́нсова; ur. 14 maja 1907, zm. 30 czerwca 1966 w Moskwie) – radziecka aktorka i pedagog. Pochowana na  Cmentarzu Wwiedieńskim w Moskwie.

## Nagrody i odznaczenia
- Ludowy Artysta RFSRR – 1957
- Nagroda Stalinowska – 1952
- Medal „Za pracowniczą dzielność” – 1946[2]

## Filmografia

### Aktorka
- 1936: Zakluczonnyje jako Fiefioła
- 1949: Sczastliwyj riejs
- 1952: Rewizor jako Iwanowa
- 1953: Jegor Bułyczow i drugije jako Zobunowa
- 1956: Poluszko-pole jako babcia Dunia
- 1959: Szynel[3] jako  Awdot'ja Siemionowna
- 1960: Russkij suwienir jako babcia Warwary
- 1960: Biezzaszczitnoje suszczestwo (film krótkometrażowy) jako Szczukina
- 1963: Sztrafnoj udar jako Nina Iwanowna, dziennikarka
- 1964: Russkij les
- 1965: Gadiuka
- 1965: Poslednij miesiac osieni jako staruszka
- 1966: Skwiernyj aniekdot jako Mlekopitajewa

### Role głosowe
- 1957: Królowa Śniegu jako wrona
- 1958: Gribok-tieriemok jako lisica
- 1958: Koszkin dom jako kurczak
- 1959: Tri drowosieka
- 1959: Przygody Buratina jako lisica Alicja
- 1960: O wozie, co każde koło miał inne jako sroka
- 1960: Korolewskije zajcy
- 1961: Siemiejnaja chronika
- 1961: Klucz
- 1961: Drakon
- 1962: Dwie bajki jako lisica
- 1962: Dzikie Łabędzie jako zła macocha, staruszka, kruk
- 1964: Niedźwiadek Toptuś jako narrator
- 1964: Calineczka jako mysz
- 1965: Pastereczka i kominiarczyk jako mysz
- 1965: Nargis
- 1965: Rikki-Tikki-Tavi
- 1965: Wowka w Trzydziewiętnym Carstwie jako starucha / bibliotekarka
- 1966: Samyj, samyj, samyj, samyj jako Hiena